# Fauglia
Fauglia  és un municipi situat al territori de la província de Pisa, a la regió de la Toscana, (Itàlia).
Fauglia limita amb els municipis de Collesalvetti, Crespina, Lorenzana i Orciano Pisano.

## Galeria

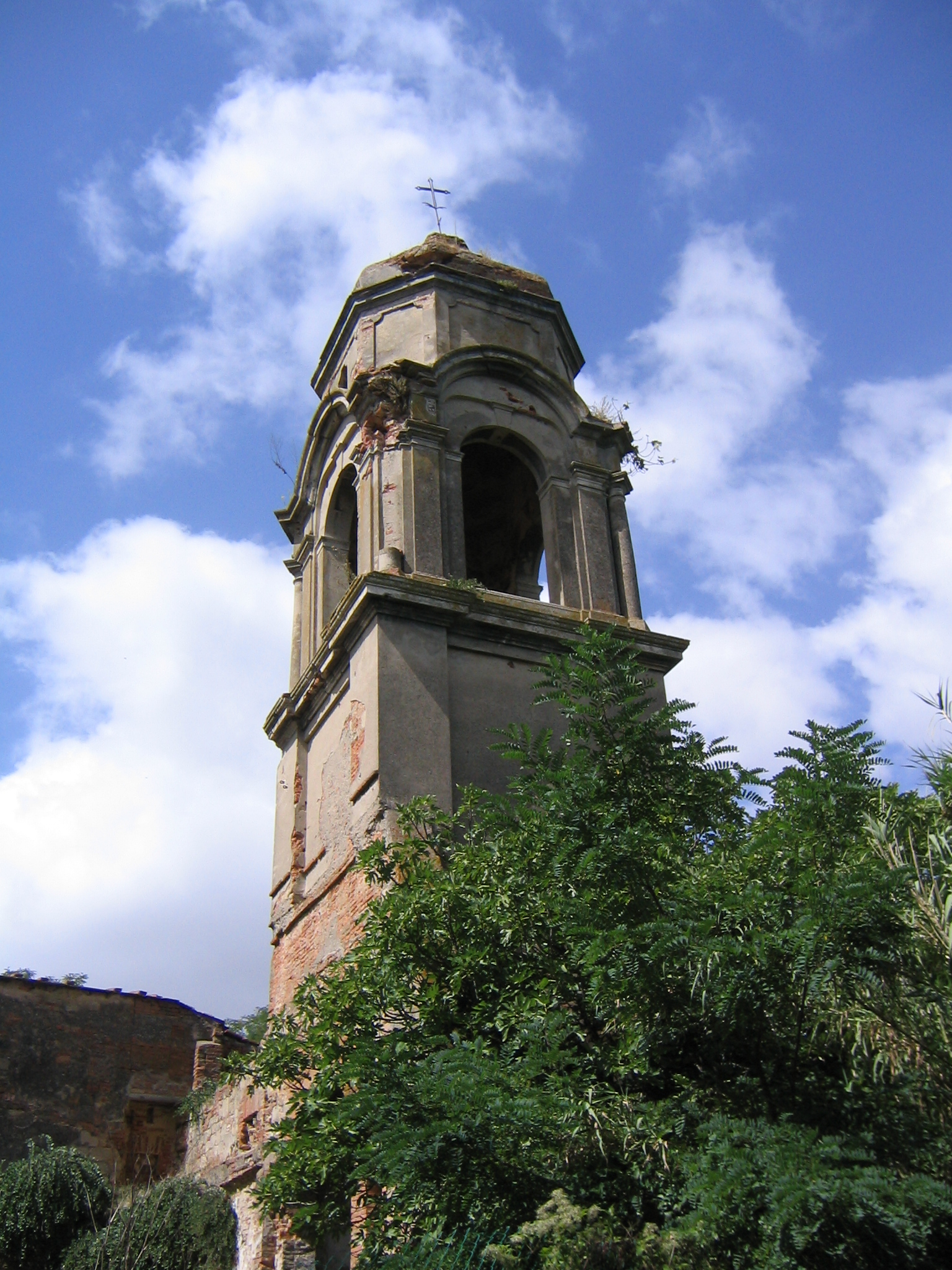
Campanar de l'església vella